# Cachkaszen (Gegharkunik)
Cachkaszen – wieś w Armenii, w prowincji Gegharkunik. W 2011 roku liczyła 470 mieszkańców.